# 高知県の県道一覧
高知県の県道一覧（こうちけんのけんどういちらん）は、高知県を通る県道の一覧である。

## 概要
県道番号標識設置を前提に1972年（昭和47年）2月1日から越境対応の県道番号へ変更され、越境主要地方道は1桁、県内完結主要地方道は2桁、越境一般県道は100番台、県内完結一般県道は200番台以降となった。県内完結一般県道が201号から始まるのは九州（長崎県を除く）と同様である。

## 主要地方道

### 1 - 8（越境路線）
- 1 （欠番）

※1972年（昭和47年）2月から1982年（昭和57年）3月までは梼原落出線：現国道440号の単独区間
※1982年（昭和57年）10月から1994年（平成6年）3月までは久万池川線：現国道494号の一部
- 2 城川檮原線

※1972年（昭和47年）2月から1977年（昭和52年）3月までは宇和島窪川線：現国道381号。
- 3 （欠番）

1994年（平成6年）3月までは宇和島中村線：現国道381号・国道441号の各一部と愛媛県道57号広見三間宇和島線
- 4 宿毛津島線
- 5 川之江大豊線
- 6 高知伊予三島線
- 7 宿毛城辺線
- 8 西土佐松野線

### 11 - 55（県内完結路線）

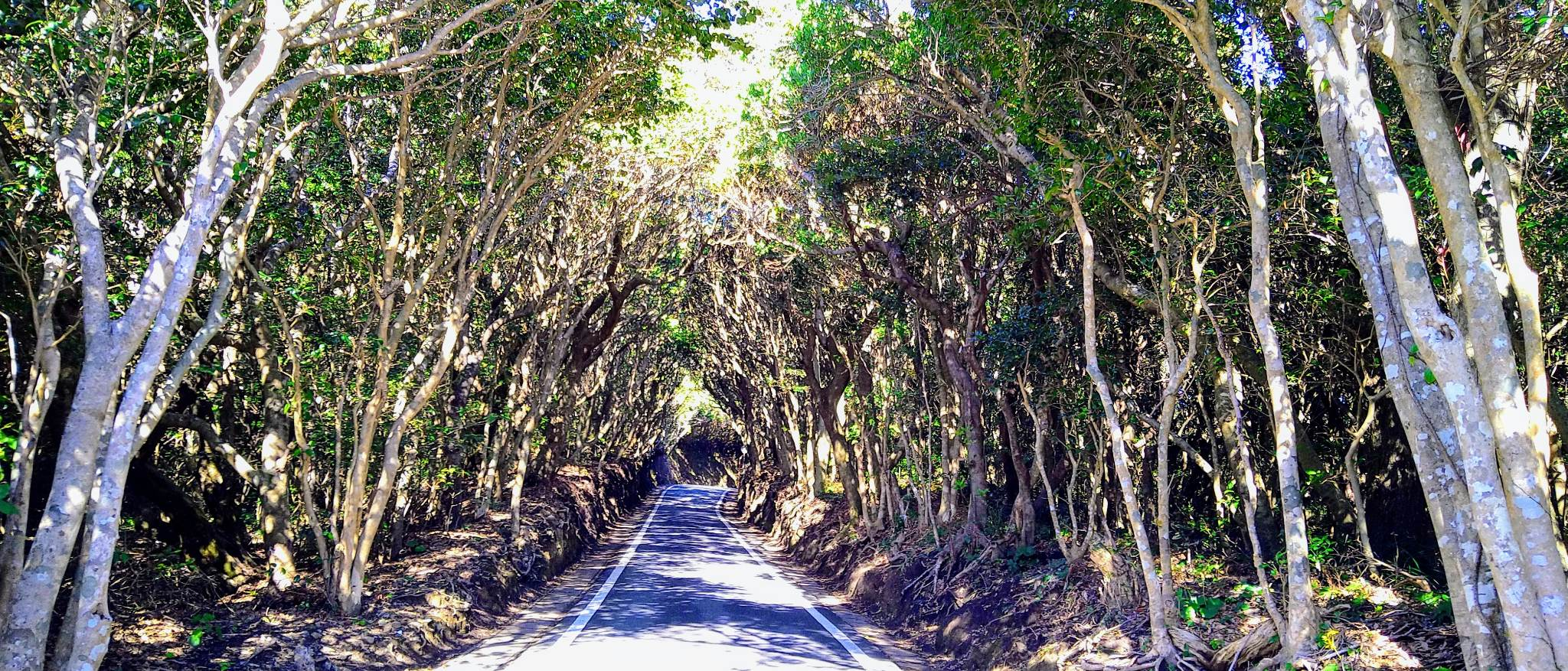
27号足摺岬公園線

- 11 （欠番）

1993年（平成5年）3月までは奈半利東洋線：現国道493号の一部
- 12 安田東洋線
- 13 高知空港線
- 14 春野赤岡線
- 15 （欠番）

1982年（昭和57年）10月までは高知港線：現県道366号
- 16 高知本山線
- 17 本川大杉線
- 18 伊野仁淀線

1972年（昭和47年）2月から1977年（昭和52年）3月までは中村吾川土佐線：現国道439号の一部
1977年（昭和52年）4月から1982年（昭和57年）3月までは梼原吾川土佐線：現国道439号の一部
- 19 窪川船戸線
- 20 下田港線
- 21 土佐清水宿毛線
- 22 龍河洞公園線
- 23 須崎仁ノ線
- 24 （欠番）

1993年（平成5年）3月までは須崎佐川線：現国道494号の一部
- 25 中土佐佐賀線
- 26 中平梼原線

1982年（昭和57年）3月までは中村梼原線：現国道439号の一部
- 27 足摺岬公園線
- 28 宿毛宗呂下川口線
- 29 安芸物部線
- 30 香北赤岡線
- 31 前浜植野線
- 32 土居五台山線
- 33 南国伊野線
- 34 桂浜はりまや線
- 35 桂浜宝永線
- 36 高知南環状線
- 37 高知春野線
- 38 高知土佐線

高知市曙町一丁目 - 同市針木東町間は旧国道56号
- 39 土佐伊野線
- 40 石鎚公園線
- 41 窪川中土佐線
- 42 中村下田ノ口線
- 43 柏島二ツ石線
- 44 高知北環状線

指定当初の名称は「高知市北部環状線」
- 45 南国インター線
- 46 中村宿毛線
- 47 横浪公園線

須崎市浦の内より土佐市宇佐の間はかつての有料道路「横波黒潮ライン」
- 48 四国カルスト公園線
- 49 大豊物部線
- 50 有岡川登線
- 51 夜須物部線
- 52 興津窪川線
- 53 土佐佐川線
- 54 魚梁瀬公園線
- 55 大方大正線

## 一般県道

### 101 - 113（越境路線）
- 101 船津野根線
- 102 （欠番）

大豊川之江線→1977年（昭和52年）から主要地方道5号川之江大豊線
- 103 （欠番）

高野新居浜線→1977年（昭和52年）から主要地方道6号高知伊予三島線などへ分割
- 104 （欠番）

久万池川線→1982年（昭和57年）から主要地方道1号（2代目）となり、現在は国道494号の一部など
- 105 （欠番）

梼原野村線→1977年（昭和52年）に愛媛県道・高知県道2号城川梼原線と愛媛県道35号野村城川線へ分割
- 106 十和吉野線
- 107 藪ヶ市松野線
- 108 （欠番）

西土佐松野線→1994年（平成6年）4月から主要地方道8号西土佐松野線
- 109 （欠番）

宿毛城辺線→1994年（平成6年）4月から主要地方道7号宿毛城辺線
- 110 - 112 （欠番）
- 113 東祖谷山大杉停車場線

大半は国道439号との重複

### 201 - 300（県内完結路線）
- 201 甲浦港線
- 202 椎名室戸線
- 203 室戸公園線
- 204 （欠番）
- 205 奈半利港線
- 206 西谷田野線
- 207 大久保伊尾木線
- 208 奈比賀川北線
- 209 （欠番）
- 210 畑山栃木線
- 211 （欠番）

2024年（令和6年）10月までは黒岩東浜線、2024年（令和6年）11月1日高知県告示第651号により廃止。
- 212 宮ノ上川北線
- 213 高台寺川北線
- 214 入河内土居線
- 215 （欠番）
- 216 羽尾琴浜線
- 217 久保大宮線
- 218 日ノ御子土佐山田線
- 219 （欠番）
- 220 蕨野大比線
- 221 奥西川岸本線
- 222 末清夜須線
- 223 （欠番）
- 224 奈良香北線
- 225 手結港線
- 226 永野久保川線
- 227 山北岸本停車場線
- 228 赤岡停車場線
- 229 野市停車場線
- 230 稗地中村線
- 231 山川野市線
- 232 山北野市線
- 233 （欠番）
- 234 土佐山田野市線
- 235 （欠番）
- 236 土佐山田停車場線
- 237 神母木野市線
- 238 - 239 （欠番）
- 240 遠崎野市線
- 241 戸板島後免線
- 242 （欠番）
- 243 田村高須線
- 244 後免停車場線
- 245 土佐大津停車場線
- 246 （欠番）
- 247 仁井田竹中線
- 248 栗山大津線
- 249 後免中島高知線
- 250 （欠番）
- 251 土佐一宮停車場一宮線
- 252 八幡大津線
- 253 新改停車場線
- 254 繁藤西町線
- 255 （欠番）
- 256 久礼田笠ノ川線
- 257 - 258 （欠番）
- 259 土佐岩原停車場線
- 260 豊永停車場線
- 261 大田口停車場線
- 262 磯谷本山線
- 263 田井大瀬線
- 264 坂瀬吉野線
- 265 大川土佐線
- 266 角茂谷停車場線
- 267 上穴内本山線
- 268 蟹越繁藤線
- 269 重倉笠ノ川線
- 270 弘瀬高知線

通称「円行寺通り」
- 271 （欠番）
- 272 旭停車場線
- 273 大河内朝倉停車場線
- 274 梅ノ辻朝倉線
- 275 - 277 （欠番）
- 278 弘岡下種崎線
- 279 甲殿弘岡上線
- 280 伊野停車場線
- 281 （欠番）
- 282 新居中島線
- 283 （欠番）
- 284 野見港線
- 285 - 286 （欠番）
- 287 家俊岩戸真幸線
- 288 - 289 （欠番）
- 290 岩戸明ヶ谷線
- 291 谷地日下停車場線
- 292 思地川口線
- 293 西津賀才日比原線
- 294 奥の谷日比原線
- 295 （欠番）
- 296 西佐川停車場線
- 297 岩目地西佐川停車場線
- 298 下山越知線
- 299 庄田伊野線
- 300 柳瀬越知線

### 301 - 393（県内完結路線）
- 301 片岡庄田線
- 302 長者佐川線
- 303 （欠番）
- 304 上郷梼原線
- 305 - 306 （欠番）
- 307 佐川停車場線
- 308 本郷斗賀野停車場線
- 309 吾桑停車場線
- 310 須崎停車場線
- 311 土佐新荘停車場線
- 312 安和停車場線
- 313 須崎港線
- 314 浦ノ内仏坂多ノ郷停車場線
- 315 上分多ノ郷線
- 316 （欠番）
- 317 荻中須崎線
- 318 （欠番）
- 319 奈路土佐久礼停車場線
- 320 久礼須崎線
- 321 （欠番）
- 322 松原窪川線
- 323 作屋影野停車場線
- 324 七里仁井田線
- 325 上ノ加江窪川線
- 326 志和仁井田線
- 327 （欠番）
- 328 小味野々川口線
- 329 秋丸佐賀線
- 330 （欠番）
- 331 江川崎停車場線
- 332 昭和中村線
- 333 安並佐岡線
- 334 佐賀港線
- 335 （欠番）
- 336 大用大方線
- 337 岡本大方線
- 338 （欠番）
- 339 出口古津賀線
- 340 川登中村線
- 341 （欠番）
- 342 山路中村線
- 343 間崎布堂ヶ谷線
- 344 宗呂中村線
- 345 （欠番）
- 346 中村下ノ加江線
- 347 新改浦尻線
- 348 足摺公園線

かつての有料道路「足摺スカイライン」
- 349 - 351 （欠番）
- 352 清王新田貝ノ川線
- 353 橋上平田線
- 354 片島港線
- 355 - 356 （欠番）
- 357 安満地福良線
- 358 沖ノ島循環線
- 359 竹林寺三ツ石線
- 360 - 361 （欠番）
- 362 安居公園線
- 363 中津公園線
- 364 南国野市線

旧国道55号
- 365 （欠番）
- 366 高知港線
- 367 住次郎佐賀線
- 368 佐喜浜吉良川線
- 369 大木屋丸山線（大木屋小石川林道）

高知県側は大木屋丸山線として認定されたが、徳島県は徳島県道として認定せず、県道としは供用していない。
- 370 千本山魚梁瀬線
- 371 間宮ノ口線
- 372 宮ノ口深渕線
- 373 （欠番）

2016年（平成28年）3月までは高知空港インター線：現高知県道13号高知空港線の一部…2016年（平成28年）3月31日高知県告示第202号により廃止。
- 374 高知南国線

通称「大津バイパス」
- 375 なんこく南インター線　※認定時の路線名は「高知東インター線」
- 376 高知南インター線
- 377 大野見葉山線
- 378 仁淀東津野線
- 379 韮ヶ峠文丸線
- 380 板の川大用線
- 381 黒尊口屋内線
- 382 宿毛篠山公園線
- 383 四国カルスト公園縦断線
- 384 北本町領石線

旧国道32号
- 385 香北野市線

かつての有料道路「龍河洞スカイライン」
- 386 朝倉伊野線

旧国道33号
- 387 四万十町東インター線

2006年（平成18年）10月24日高知県告示第715号により高知県道387号影野インター線として認定。2012年（平成24年）8月24日高知県告示第546号により高知県道387号四万十町東インター線に改称
- 388 吾井郷下分線

2009年（平成21年）3月31日高知県告示第271号により認定、※旧国道56号
- 389 安芸中インター線

2012年（平成24年）4月13日高知県告示第279号により認定。
- 390 上川口インター線

2017年（平成29年）11月7日高知県告示第705号により認定
- 391 甲浦インター線

2019年（平成31年）4月9日高知県告示第249号により認定
- 392 宿毛新港インター線

2022年（令和4年）5月10日高知県告示第506号により認定
- 393 安田インター線

2025年（令和7年）4月1日高知県告示第259号により認定

### 501 - 502（自転車道）
- 501 高知安芸自転車道線
- 502 中村大方自転車道線